# O Velho Músico
O Velho Músico é uma pintura de 1862 realizada pelo pintor francês Édouard Manet, produzida durante o período em que o artista foi influenciado pela arte espanhola. A pintura também tem a influência de Gustave Courbet. Este trabalho é um dos maiores quadros de Manet e é agora conservada na Galeria Nacional de Arte em Washington, DC.
A pintura é composta por sete personagens em uma paisagem. O velho músico no centro, que está se preparando para tocar o violino, é Jean Lagrène, o líder de uma banda cigana local. À esquerda está uma jovem com um bebê nos braços, bem como dois garotos. No fundo, o homem da cartola é o trapeiro e negociante de ferragens Colardet. À direita, o homem de estilo oriental (parcialmente visto) com um turbante e uma longa túnica, representa Guéroult, um "Judeu errante". As posturas e roupas dos personagens parecem ser inspiradas por Diego Velázquez ou Louis Le Nain.
A pintura contém uma série de alusões: o homem de cartola é o mesmo personagem do quadro O Bebedor de Absinto, pintado por Manet alguns anos antes e que reaparece nesta pintura sem qualquer motivo especial. O menino com chapéu de palha, entretanto, é explicitamente inspirado no quadro "Pierrô" de Antoine Watteau.